# Forellenbach (Vils)
Der Forellenbach durch Hohenfels ist ein rechter Zufluss der Vils, er fließt bei Rohrbach in die Vils.

## Orte und Ortsteile am Fluss
- Hohenfels
- Winklmühle
- Friesmühle
- Baumühle
- Lauf
- Carolinenhütte
- Rohrbach